# Коряченко Ніна Микитівна
Ніна Микитівна Коряченко (15 червня 1936, Дніпропетровська область — ?) — українська радянська діячка, головний зоотехнік колгоспу «Правда» Великоновосілківського району Донецької області. Депутат Верховної Ради СРСР 7-го скликання.

## Біографія
Освіта середня спеціальна: у 1951—1955 роках — студентка зоотехнікуму.
З 1955 року — зоотехнік, плановик-економіст колгоспу, з 1964 року — головний зоотехнік колгоспу «Правда» села Старомайорське Великоновосілківського району Донецької області.
Потім — на пенсії в селі Старомайорське Великоновосілківського району Донецької області.

## Нагороди
- ордени
- медалі